# Крід II: Спадок Роккі Бальбоа
«Крід II: Спадок Роккі Бальбоа», або «Крід II» (англ. Creed II) — спортивна кінодрама з Майклом Б. Джорданом і Сильвестром Сталлоне в головних ролях, восьма частина у серії фільмів «Роккі». Сюжет стрічки продовжує історію фільму «Крід: Спадок Роккі» і сконцентрований на подіях четвертої стрічки, повертаючи на екрани таких персонажів, як Іван Драго, Людмила Драго і Роберт Бальбоа у виконанні Дольфа Лундгрена, Бриджит Нільсен і Майло Вентімільї відповідно. Також в картині знялися Тесса Томпсон, Флоріан Мунтеану, Філісія Рашад та інші актори.

## Виробництво
Авторами сценарію, написаного за сюжетом Саші Пенна та Чео Ходарі Кокера, виступили Юель Тейлор і Сильвестр Сталлоне, який сам написав сценарії шести перших фільмів, а також брав участь у розробці та коригуванні сценарію сьомої стрічки. На посаду постановника, як і в сьомому фільмі, було вирішено запросити починаючого кінодіяча, яким на цей раз став Стівен Кейпл-молодший — режисер драми «Земля обітована», яка була його першою і єдиною тоді повнометражною роботою. Кейпл-молодший був призначений на свою посаду у зв'язку з відходом Райана Куглера — режисера і основного сценариста попередньої стрічки, який через зайнятість у фільмі «Чорна Пантера» зміг взяти участь лише як виконавчий продюсер разом з Майклом Б. Джорданом.
Вихід у кінотеатральний прокат в США стався 21 листопада 2018 року.

## Сюжет
Легендарний Роккі Бальбоа і його амбітний учень Адоніс Крід знову об'єднуються, щоб здобути перемогу над головними суперниками в їх житті — Українським боксером Віктором Драго і його батьком-тренером Іваном Драго, що вбив батька Кріда і друга Роккі (Аполло Кріда) на рингу багато років тому.

## В ролях
| Актор                | Роль                   |
| -------------------- | ---------------------- |
| Майкл Б. Джордан     | Адоніс Крід            |
| Сильвестр Сталлоне   | Роккі Бальбоа          |
| Тесса Томпсон        | Бьянка                 |
| Дольф Лундгрен       | Іван Драго             |
| Флоріан Мунтяну      | Віктор Драго           |
| Філісія Рашад        | Мері Енн Крід          |
| Бриджит Нільсен      | Людмила Драго          |
| Майло Вентімілья     | Роберт Бальбоа         |
| Андре Уорд           | Денні «Каскадер» Уілер |
| Вуд Гарріс           | Тоні «Малюк Дюк» Еверс |
| Расселл Хорнсбі      | Бадді Марсель          |
| Джейкоб «Стіч» Дюран | в ролі самого себе     |
| Майкл Баффер         | в ролі самого себе     |
| Рой Джонс            | в ролі самого себе     |
| Евандер Холіфілд     | в ролі самого себе     |
| Шугар Рей Леонард    | в ролі самого себе     |

| |  |  |  |  |  |  |
| Акторський склад фільму зліва направо: Майкл Б. Джордан, Сильвестр Сталлоне, Тесса Томпсон, Дольф Лундгрен, Филисия Рашад, Бригіта Нільсен і Майло Вентімілья |  |  |  |  |  |  |

## Створення
29 жовтня 2015 року, менш ніж за місяць до виходу «Крід: Спадок Роккі» у прокат, було оголошено про те, що в разі касового успіху продюсер Ірвін Вінклер і режисер Райан Куглер мають намір зняти два наступних сиквела і створити, таким чином, повноцінну трилогію про Кріда-молодшого. Через кілька днів, під час прес-конференції біля Художнього музею Філадельфії, дану інформацію підтвердив і Сильвестр Сталлоне, заявивши про готовність повернутися до ролі Роккі Бальбоа в майбутньому. Майкл Б. Джордан, в свою чергу, також висловив бажання попрацювати зі Сталлоне і Тесою Томпсон у продовженні картини.
У січні 2016 року Сталлоне і керівник компанії Metro-Goldwyn-Mayer Гарі Барбер повідомили про те, що сиквел уже в стадії розробки, а попередня дата виходу намічена на листопад 2017 року. Райан Куглер тим часом був призначений на посаду постановника фільму «Чорна Пантера» від Marvel Studios, що зробило неможливим його участь у продовженні як режисера. Однак не виключається, що Куглер стане виконавчим продюсером сиквела, а також співавтором передбачуваного сценарію, здатного повернути Карла Везерса (брав участь в рекламній кампанії попереднього фільму) для зйомок флешбек-сцени з Аполло Крідом і Роккі Бальбоа при використанні CGI-технологій. Разом з тим була озвучена і альтернативна ідея сценарію, згідно з якою сюжет сиквела буде мати схожість з четвертим фільмом франшизи і розповість про підготовку Роккі і Кріда-молодшого до поєдинку проти якогось російського боксера. Повідомлялося також про можливу появу сина Роккі Бальбоа, Роберта, роль якого у шостій картині виконав Майло Вентімілья.